# Balticoroma
Genre
Balticoroma est un genre fossile d'araignées aranéomorphes de la famille des Anapidae.

## Distribution
Les espèces de ce genre ont été découvertes dans de l'ambre de la mer Baltique et de Bitterfeld en Saxe-Anhalt en Allemagne. Elles datent du Paléogène.

## Liste des espèces
Selon The World Spider Catalog 15.5 :
- †Balticoroma damzeni Wunderlich, 2011
- †Balticoroma ernstorum Wunderlich, 2004
- †Balticoroma gracilipes Wunderlich 2004
- †Balticoroma reschi Wunderlich, 2004
- †Balticoroma serafinorum Wunderlich, 2004
- †Balticoroma tibialis Wunderlich, 2004
- †Balticoroma wheateri Penney & Marusik, 2011

## Publication originale
- (en) Wunderlich, 2004 : The fossil spiders of the family Anapidae s. l. (Aeaneae in Baltic, Dominican and Mexican amber and their extant relatives, with the description of a new subfamily Comarominae. Beiträge zur Araneologie, vol. 3, p. 1020–1111.